# Stefan Hippler

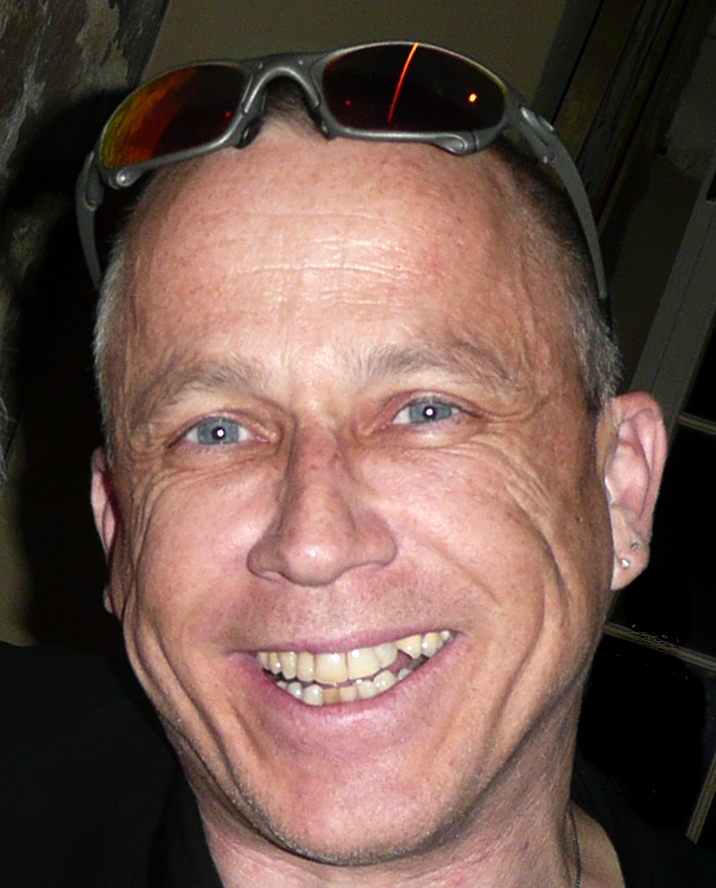
Stefan Hippler

Stefan Hippler (* 6. Mai 1960 in Bitburg) ist ein römisch-katholischer deutscher Geistlicher und AIDS-Aktivist. Er war von 1997 bis 2009 Pfarrer der deutschsprachigen Gemeinde in Kapstadt; von 2009 bis 2014 arbeitete er als Fidei-Donum-Priester mit dem Arbeitsbereich HIV/AIDS im Erzbistum Kapstadt. Seit 2014 ist Hippler ein „resident priest“ im Erzbistum Kapstadt und Vorsitzender seines Non-Profit-Projektes Hope Cape Town Trust.

## Leben
Stefan Hippler studierte Philosophie und Theologie. Er empfing 1986 in Trier die Priesterweihe. Seine Kaplanszeit verbrachte er in Münster-Sarmsheim, die Vikarszeit in Andernach, St. Albert. Er wirkte und wohnte in der Filiale St. Peter. Danach wurde er freigestellt und arbeitete in verschiedenen Berufen außerhalb der Kirche. Fünf Jahre später erhielt er eine neue geistliche Aufgabe und kümmerte sich um Flüchtlinge zunächst in Kroatien, später am Frankfurter Flughafen.
Das Katholische Auslandssekretariat der Deutschen Bischofskonferenz entsandte ihn danach nach Kapstadt. Dort baute er die AIDS-Hilfsorganisation Hope Cape Town Trust auf. Hope Cape Town ist in der Kapprovinz im Bereich Behandlung, Vorbeugung, Outreach und der Arbeit mit traditionellen Heilern tätig. Mit einer jährlichen Gala in Dresden konnte Hippler in 15 Jahren bis 2020 über 1,9 Millionen Euro Spenden einwerben.
Neben der praktischen Arbeit im HIV- und AIDS-Bereich befasste sich Hippler auch mit den theologischen Konsequenzen der Pandemie und veröffentlichte 2007 mit dem Afrika-Korrespondenten Bartholomäus Grill das Buch Gott, Aids, Afrika. Darin fordert er die Entwicklung einer AIDS-relevanten Theologie und die Revision von Teilen der bisher geltenden Moraltheologie der römisch-katholischen Kirche. AIDS gilt ihm als ein Zeichen der Zeit, das die hundertjährige moraltheologische Tradition in Frage stellt und dazu auffordert, diese Tradition mit den wissenschaftlichen Erkenntnissen der Neuzeit zu versöhnen. Fragen des Verständnisses und Funktionalität von Sexualität, die Frage der Homosexualität, aber auch der Gleichberechtigung von Mann und Frau müssen seiner Meinung nach neu bewertet werden. Hippler forderte Papst Benedikt XVI. auf, eine ergebnisoffene Diskussion in diesen Fragen in Gang zu bringen.
Um der Kirche die notwendige Zeit zum Nachdenken zu geben, aber gleichzeitig auch Menschen effektiv zu schützen, forderte er die Anwendung des Prinzips der Oikonomia, eine altehrwürdige kirchliche Tradition. Sie erlaubt Ausnahmen um der größeren Liebe Gottes willen, ohne einen Präzedenzfall zu schaffen. Die orthodoxe Kirche wendet dieses Prinzip in der Frage der Ehescheidung an.

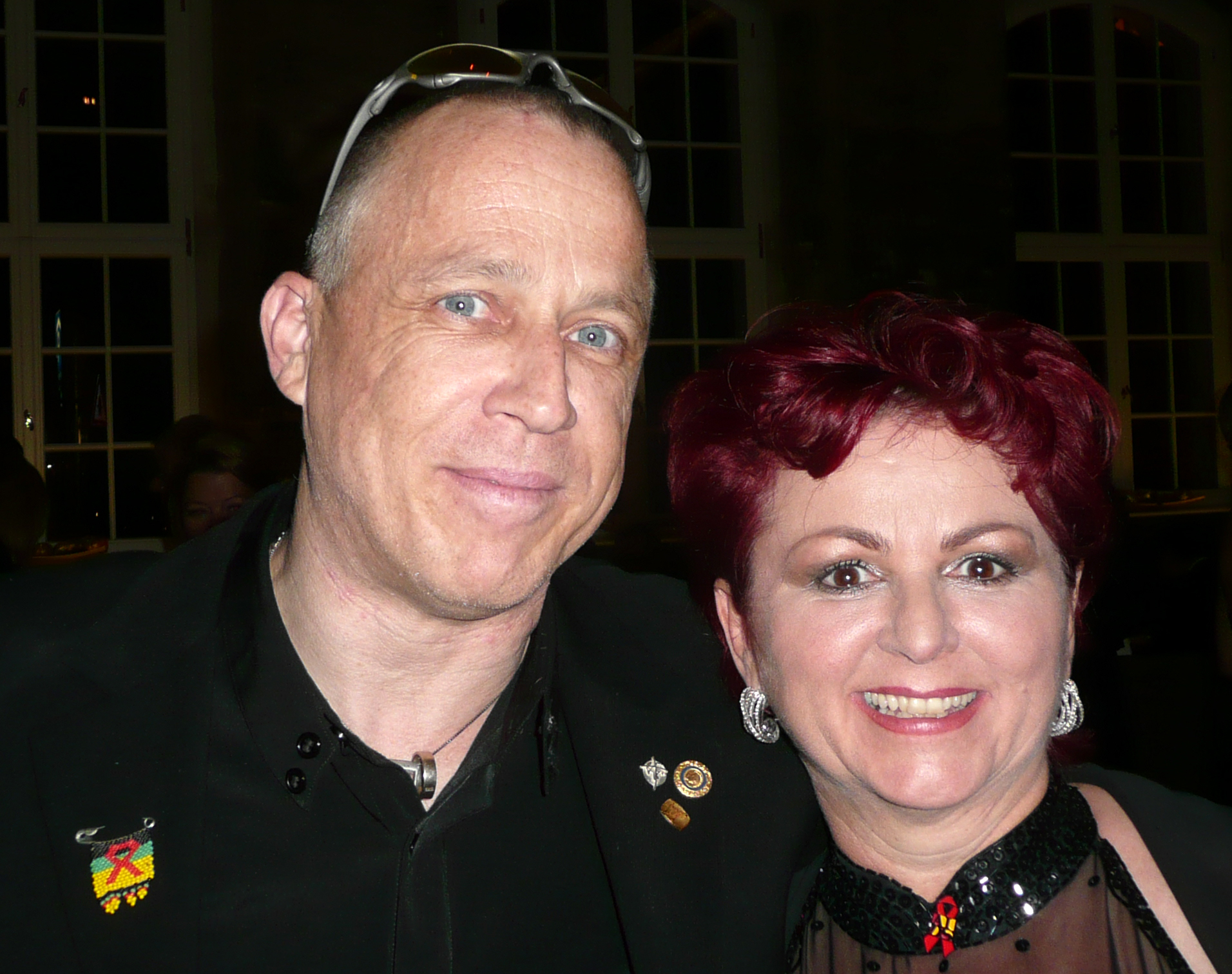
Stefan Hippler während der 5. HOPE Gala in Dresden mit der Initiatorin Viola Klein (2010)

Hippler erhielt im Oktober 2007 den 1001 Christenpreis der römisch-katholischen Pfarrgemeinde St. Michael in Schweinfurt und im selben Monat besuchte Bundeskanzlerin Angela Merkel im Rahmen ihres Staatsbesuches in Südafrika das Projekt in Kapstadt. Nach Lesungen in Deutschland und Österreich aus seinem Buch, unter anderem auch in der Rheinland-Pfalz-Vertretung in Berlin und im Deutschen Bundestag, untersagte ihm sein Arbeitgeber, die Deutsche Bischofskonferenz in Bonn, eine weitere Lesereise, die für das Jahr 2008 geplant war – so eine Pressemitteilung des Verlages Kiepenheuer & Witsch. Am 2. November 2008 erhielt Hippler vom Presseclub Dresden den mit 10.000 Euro dotierten Erich-Kästner-Preis für sein Engagement im HIV- und AIDS-Bereich in Südafrika und seinen Beitrag für Toleranz, Humanität und Völkerverständigung, wie es in der Ausschreibung des Dresdner Presseclubs heißt. Wenige Wochen später untersagte ihm die Deutsche Bischofskonferenz eine Einladung in die Talkshow Beckmann (Ausstrahlung: 24. November 2008) wahrzunehmen, um als Experte in Sachen HIV und AIDS von der Situation in Afrika zu berichten und seine Hilfsorganisation HOPE Cape Town vorzustellen. Stattdessen sprang Co-Autor Grill ein. Offizielle Sprachregelung der Bischofskonferenz ist, dass es kein Verbot und keine Androhung von Konsequenzen gegeben habe, sondern es nur ein gutgemeinter Rat gewesen sei.
Im März 2009 unterzeichnete Hippler im Namen der HOPE Cape Town Stiftung eine Vereinbarung mit der Justice & Peace Commission der Erzdiözese Kapstadt und rief damit ein neues innerkirchliches Projekt ins Leben, das sich der pastoralen Arbeit mit katholischen Priestern, Ordensleuten und Seminaristen widmen soll, die HIV-positiv sind.
Im August 2009 wurde Hippler zum 2. Vorsitzenden des Western Cape Regional Council der Deutsch-Südafrikanischen Industrie- und Handelskammer gewählt.
Sein Ende September 2009 auslaufender Vertrag mit der Deutschen Bischofskonferenz wurde nicht verlängert. Nach einer Vereinbarung des Erzbistums Kapstadt mit seinem Heimatbischof Stephan Ackermann ist er seit dem 1. Oktober 2009 für fünf Jahre bezahlt freigestellt, um seine Arbeit im HIV/AIDS-Bereich weiterzuführen. Er soll vor allen Dingen bei HOPE Cape Town und dem Catholic AIDS Network der südafrikanischen Erzdiözese eingesetzt werden und seine Arbeit dort fortsetzen. Die Organisation IAM, die sich um die Seelsorge für Schwule und Lesben sowie Transsexuelle kümmert, berief ihn in ihr Direktorium als katholischen Vertreter. Seit Juni 2011 schreibt er zusätzlich als freier Mitarbeiter für das katholische Portal für den deutschen Sprachraum explizit über afrikanische Themen. Ende September 2014 erneuerte Bischof Stephan Ackermann den Einsatz von Hippler in Kapstadt, dieses Mal ohne zeitliche Begrenzung.
Anfang 2015 war Stefan Hippler im Rahmen der fünften Staffel von Verrückt nach Meer als Bordpfarrer auf der MS Artania unterwegs.
2016 gründete Hippler mit Interessierten den US-amerikanischen Verein HOPE Cape Town USA, um in Forschung und Mittelbeschaffung gemeinsame Wege zu gehen.
2020 wurde Hippler in den Senior Council der Deutsch-Südafrikanischen Industrie- und Handelskammer gewählt. Ein Jahr zuvor schloss er mit Unterstützung der Bayerischen Staatskanzlei einen Kooperationsvertrag zwischen der Organisation HOPE Cape Town und der Deutsch-Südafrikanischen Industrie- und Handelskammer, der die deutsche duale Ausbildung erstmals in den Westkap Südafrikas bringt. 2021 erhielt Hippler das Bundesverdienstkreuz für sein „außerordentliches, über 20 Jahre währendes Engagement in den Armenvierteln Kapstadts“.

## Preise und Ehrungen
- 2005: Paul Harris Fellow von Rotary International
- 2007: 1001 Christenpreis der Gemeinde St. Michael, Schweinfurt
- 2008: Erich Kästner Preisträger des Presseclubs Dresden
- 2010: Ehrenmitglied von „be your own hero e. V.“, Wolfsburg
- 2014: World without Aids Award – Deutsche Aidsstiftung
- 2021: Bundesverdienstkreuz am Bande

## Werke
- Facilitating Relationships between African traditional healing and western medicine in South Africa in the time of AIDS: A case study from the Western Cape. (gemeinsam mit Dr. J. Wreford und Dr. Monika Esser) CSSR Working Paper No 06/170 Published by the Centre for Social Science Research – University of Cape Town, 2006.
- Gott – Aids – Afrika. Eine Streitschrift. (gemeinsam mit Bartholomäus Grill), Kiepenheuer & Witsch, Köln 2007, ISBN 978-3-462-03925-2.
- Involving Traditional Health Practitioners in HIV/AIDS interventions: Lessons from the Western Cape Province. (gemeinsam mit Dr. J. Wreford und Dr. M. Esser), CSSR Working Paper No. 08/210 Published by the Centre for Social Science Research – University of Cape Town, 2008.
- Traditionelle Heiler und HIV/AIDS. (gemeinsam mit Dr. J. Wreford und Dr. Monika Brink) In: Religionen im Kampf gegen HIV/AIDS. Don Bosco Verlag, ISBN 978-3-7698-1718-8.
- HIV/AIDS – Stigma und Herausforderung für Afrika. In: J.M.Nebe (Herg.): Herausforderung Afrika – Gesellschaft und Raum im Wandel. Nomos Verlag, 2011, ISBN 978-3-8329-6314-9.
- HIV – Mehr als eine Krankheit für den Menschen und die Umwelt. In: VERBUM SVD fasiculus. 3 Vol 52 2011, Steyler Verlag, 2011.
- Was bedeutet religiöse Erziehung und Bildung? In: Joachim Theis (Hrsg.): RELI aus gutem Grund – DKV Muenchen 2012 – ISBN 978-3-88207-413-0
- God-Aids-Africa – Turning stigma into a blessing. Kindle Edition, 2017.
- Refresh the hearts of the people - Sermons Kindle Edition 2020